# Jan Erik Vold
Jan Erik Vold (né le 18 octobre 1939 à Oslo) est un poète, essayiste, traducteur et musicien norvégien. 

## Biographie
Jan Erik Vold vit depuis 1977 à Stockholm.  
En musique, il a collaboré avec des musiciens de jazz, notamment le saxophoniste norvégien Jan Garbarek  dans les années 1970, et le trompettiste américain Chet Baker.
Il a obtenu le prix d'honneur du prix Brage en 1997. En 2000, il est fait docteur honoris causa de l'université d'Oslo

## Enregistrements
- 1969 Briskeby blues (avec Jan Garbarek) (Philips)
- 1971 Hav (avec Jan Garbarek) (Philips)
- 1977 Ingentings bjeller (avec Jan Garbarek) (Polydor)
- 1981 Stein. Regn (avec Kåre Virud) (Philips)
- 1986 Den dagen Lady døde / Jan Erik Vold leser dikt av Frank O'Hara (Hot Club Records, Oslo)
- 1988 Blåmann! Blåmann! (avec Chet Baker)
- 1990 Sannheten om trikken er at den brenner (Hot Club Records, Oslo)
- 1992 Pytt Pytt Blues (Hot Club Records, Oslo)
- 1994 Obstfelder live på Rebecka West (Hot Club Records, Oslo)
- 1996 Her er huset som Per bygde (Hot Club Records, Oslo)
- 1998 Storytellers (Hot Club Records, Oslo)
- 2005 Vold synger svadaåret inn (Hot Club Records, Oslo)

## Œuvres traduites en français
- La Norvège est plus petite qu'on le pense, Le Castor astral, 1991
- 12 méditations, Éditions de l'Éclat, coll. Paraboles, trad. Jacques Outin, 2012  (ISBN 9782841622900)
- Le Grand livre blanc à voir, Éditions de l'Éclat, coll. Paraboles, trad. Jacques Outin, 2014  (ISBN 9782841623563)